# Rodrigo Sánchez de Arévalo
Rodrigo Sánchez de Arévalo (Lateinisch Rodericus Zamorensis, * 1404 in Santa María la Real de Nieva; † 4. Oktober 1470 in Rom) war ein spanischer Kirchenmann, Historiker und politischer Theoretiker.

## Leben
Nachdem er zehn Jahre an der Universität Salamanca Recht studiert und dort auch promoviert hatte, wurde er Sekretär der Könige Johann II. († 1454) und Heinrich IV. von Kastilien († 1474). Sie setzten ihn in mehreren Missionen ein, insbesondere in Bezug auf den Heiligen Stuhl beim Konzil von Basel, dessen konziliarische Thesen er jedoch ablehnte. Während einer Mission im Heiligen Römischen Reich wurde er von Nikolaus von Kues in einem Brief angesprochen, in der letzterer seine Theorie von der Explicatio Petri, der Ausfaltung der Kirche durch Petrus, darlegte.
Im Jahr 1450 hielt Arévalo in der Kirche Santa Maria sopra Minerva das jährliche Lob zu Ehren von Thomas von Aquin vor der akademischen Gemeinschaft des Angelicums, des Vorläufers der Päpstlichen Universität Heiliger Thomas von Aquin.
Nach der Wahl von Calixt III. zum Papst (1455) blieb er in Rom. 1457 wurde er zum Bischof von Oviedo ernannt, dann unter Papst Paul II. (1464–1471) zum Kommandeur der Engelsburg, sowie nacheinander zum Bischof von Zamora (1467), Bischof von Calahorra (1468) und Bischof von Palencia (1469). Rodrigo war Gefängniswärter für Julius Pomponius Laetus (Giulio Pomponio Leto), Bartolomeo Platina und andere Mitglieder Academia Romana, die von Papst Paul der Verschwörung gegen ihn verdächtigt wurden.

## Werke
Seine zumeist unedierten Werke, die sich mit kirchlichen und politischen Themen befassen, befinden sich im Vatikan bzw. in Padua. Gedruckt wurden: Speculum Vitae Humanae (Rom, 1468), ein populäres Werk, das in den folgenden zwei Jahrhunderten häufig nachgedruckt wurde; es befasst sich mit Licht und Schatten der verschiedenen Stadien des Lebens; Historia Hispanica, von den frühesten Zeiten bis 1469 (Rom, 1470), das in den ersten Band von Andreas Schotts Hispania Illustrata aufgenommen wurde
In De Monarchia Orbis et de origine et differentiâ principatus imperialis et regalis (Rom, 1521) spricht er dem Papst das alleinige Recht der Bestrafung der Könige zu. Seine kühnen Vorwürfe an bestimmte kirchliche Würdenträger veranlassten Matthias Flacius, ihn als Vorläufer von Martin Luther zu bezeichnen, dies aber zu Unrecht, wie Nicolás Antonio in seiner Bibliotheca Hispanica Vetus (Band II, S. 397, 608 und 614) gezeigt hat.
Weitere Werke sind:
- De arte, disciplina et modo aliendi et erudiendi filios, pueros et juvenes (1453)
- Suma de la política (1454/5), herausgegeben von Juan Beneyto Perez (1944)
- Vergel de príncipes (1456/7)
- Speculum vitae humanae (1468) als Espejo de la vida humana (Zaragoza, 1491)
- Compendiosa historia Hispanica (um 1470, Titelblatt)